# Jagiellonia Białystok w sezonie 2003/2004

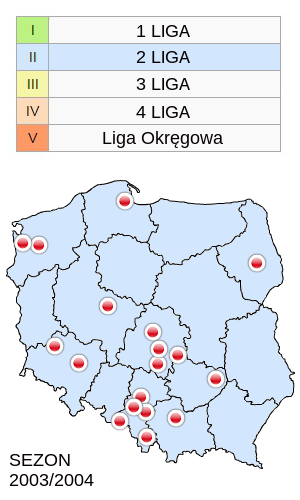
Zespoły występujące w II Lidze w sezonie 2003/2004

Jagiellonia Białystok przystąpiła do rozgrywek II Ligi oraz Pucharu Polski od III rundy. Od sezonu 2003/2004 obowiązuje system licencyjny we wszystkich ligach w Polsce.

## II poziom rozgrywkowy
Jagiellonia rozpoczęła II ligową batalię serią 8 meczów bez porażki (6 zwycięstw i 2 remisy), takie wyniki nastroiły kibiców optymistycznie, wielu spodziewało się trzeciego z rzędu awansu. Niestety końcówka rundy jesiennej oraz początek wiosennej w wykonaniu białostoczan były słabe, "Jaga" utrzymała się w gronie II ligowców zajmując ostatecznie 9 miejsce. Prawdopodobnie wynik białostoczan byłby jeszcze lepszy gdyby nie wycofanie drużyn KSZO i Błękitnych, wyniki tych spotkań anulowano, a Jagiellonii odjęto 6 punktów.
Nowe władze i rada nadzorcza: szef rady nadzorczej - Wojciech Strzałkowski (MTC Plus), rada nadzorcza – Wojciech Kuryłek (Havo), Piotr Laskowski (BOS), Antoni Piekut (Wersal Podlaski), prezes - Lech Rutkowski, w-ce prezes Wiesław Wołoszyn, z-ca prezesa – Stanisław Bańkowski, oraz Andrzej Wesołowski (BKS) i rzecznik Edmund Burel.
Puchar Polski

Bardzo dobre występy w rozgrywkach Pucharu Polski na szczeblu centralnym w wykonaniu Jagiellonii doprowadziły klub do półfinału tych rozgrywek. W półfinale lepsza okazała się Legia Warszawa, rywal białostoczan wygrał pierwsze spotkanie 0:3 walkowerem, gdzie przy wyniku 0:2 dla Legii mecz został przerwany na skutek zamieszek kibiców. W rewanżu padł bezbramkowy remis. We wcześniejszych rundach "Jaga" pokonała: Stasiaka Opoczno, Zagłębie Lubin, Widzew Łódź oraz Raków Częstochowa.

## Końcowa tabela II Ligi
| Lp. | Drużyna                          | M  | Z  | R  | P  | Bramki | Bramki | Różn. | Pkt. | Uwagi                  |
| --- | -------------------------------- | -- | -- | -- | -- | ------ | ------ | ----- | ---- | ---------------------- |
| 1   | Pogoń Szczecin                   | 30 | 18 | 8  | 4  | 60     | 22     | +38   | 62   | Awans do I ligi        |
| 2   | Zagłębie Lubin (s)               | 30 | 18 | 7  | 5  | 41     | 25     | +16   | 61   | Awans do I ligi        |
| 3   | Cracovia (b)                     | 30 | 17 | 6  | 7  | 55     | 24     | +31   | 57   | Baraż, awans           |
| 4   | GKS Bełchatów                    | 30 | 17 | 6  | 7  | 47     | 25     | +22   | 57   |                        |
| 5   | Szczakowianka Jaworzno (s)       | 30 | 19 | 5  | 6  | 57     | 34     | +23   | 52   | (-10pkt.)              |
| 6   | RKS Radomsko                     | 30 | 15 | 7  | 8  | 41     | 42     | -1    | 52   |                        |
| 7   | Podbeskidzie Bielsko-Biała       | 30 | 12 | 4  | 14 | 37     | 45     | -8    | 40   |                        |
| 8   | ŁKS Łódź                         | 30 | 10 | 9  | 11 | 28     | 34     | -6    | 39   |                        |
| 9   | Jagiellonia Białystok (b)        | 30 | 10 | 7  | 13 | 35     | 42     | -7    | 37   |                        |
| 10  | Piast Gliwice (b)                | 30 | 11 | 3  | 16 | 33     | 43     | -10   | 36   |                        |
| 11  | Ruch Chorzów (s)                 | 30 | 7  | 14 | 9  | 34     | 37     | -3    | 35   | Baraż, utrzymanie      |
| 12  | Stasiak Opoczno                  | 30 | 7  | 9  | 14 | 31     | 37     | -6    | 30   | Baraż, utrzymanie      |
| 13  | Arka Gdynia                      | 30 | 5  | 14 | 11 | 25     | 37     | -12   | 29   | Baraż, utrzymanie      |
| 14  | Tłoki Gorzyce                    | 30 | 5  | 11 | 14 | 28     | 42     | -14   | 26   | Baraż, spadek          |
| 15  | Polar Wrocław                    | 30 | 5  | 5  | 20 | 23     | 69     | -46   | 20   | Spadek do III ligi     |
| 16  | Aluminium Konin                  | 30 | 3  | 7  | 20 | 15     | 50     | -35   | 16   | Spadek do A klasy      |
| 17  | Błękitni Stargard (b)            | 0  | -  | -  | -  | -      | -      | -     | -    | Wycofanie po I rundzie |
| 18  | KSZO Ostrowiec Świętokrzyski (s) | 0  | -  | -  | -  | -      | -      | -     |      | Wycofanie po I rundzie |

- Patrz także II liga polska w piłce nożnej (2003/2004)
- Piotrcovia Piotrków Trybunalski zmieniła nazwę na Pogoń Szczecin, przejmując tradycje szczecińskiego klubu, który w I lidze zajął 16. miejsce.
- KSZO Ostrowiec Świętokrzyski i Błękitni Stargard Szczeciński wycofały się z rozgrywek po rundzie jesiennej. Ich wyniki anulowano.

## Skład, statystyka, transfery
| Nr                 | Zawodnik               | Poz. | Data ur.   | Wz.  | Mecze | Br. | Transfer z/do                     | Ostatni klub               |
| ------------------ | ---------------------- | ---- | ---------- | ---- | ----- | --- | --------------------------------- | -------------------------- |
|                    | Andrzej Olszewski      | BR   | 21.02.1975 | 1,90 | 22    | 0   |                                   | Hapoel Bet Sze’an          |
|                    | Łukasz Załuska         | BR   | 16.06.1982 | 1,90 | 8     | 0   | 04(w) z Legia Warszawa            | Legia Warszawa             |
|                    | Łukasz Trudnos         | BR   | 23.04.1982 | 1,93 | 0     | 0   | 03(j) z Ruch Wysokie Mazowieckie  | Ruch Wysokie Mazowieckie   |
|                    | Paweł Jurgielewicz     | OB   | 15.07.1985 | 1,86 | 0     | 0   | 03(j) z Hetman Białystok          | Hetman Białystok           |
|                    | Jacek Kocur            | OB   | 1.09.1981  | 1,84 | 3     | 0   | 04(w) z Miedź Legnica             | Miedź Legnica              |
|                    | Marcin Warakomski      | OB   | 9.01.1979  | 1,82 | 14    | 0   | 04(w) z FC Korsholm               | FC Korsholm                |
|                    | Przemysław Kulig       | OB   | 8.10.1980  | 1,81 | 30    | 3   |                                   | Mrągovia Mrągowo           |
|                    | Tomasz Wołczyk         | OB   | 10.12.1980 | 1,84 | 11    | 0   |                                   | Jagiellonia II Białystok   |
|                    | Wojciech Marcinkiewicz | OB   | 19.01.1983 | 1,87 | 8     | 0   |                                   | MOSP Jagiellonia Białystok |
|                    | Krzysztof Zalewski w   | PO   | 17.01.1978 | 1,77 | 27    | 0   |                                   | KPWP Wasilków              |
|                    | Robert Speichler       | OB   | 27.11.1980 | 1,87 | 26    | 1   |                                   | Hetman Białystok           |
|                    | Marcin Danielewicz     | PO   | 29.04.1976 | 1,83 | 27    | 2   |                                   | Świt Nowy Dwór Maz.        |
|                    | Mariusz Dzienis        | PO   | 27.02.1980 | 1,77 | 28    | 1   |                                   | MOSP Jagiellonia Białystok |
|                    | Dariusz Łatka          | PO   | 14.09.1978 | 1,72 | 28    | 5   |                                   | Hutnik Kraków              |
|                    | Łukasz Tyczkowski      | NA   | 28.11.1983 | 1,76 | 10    | 2   |                                   | Jagiellonia II Białystok   |
|                    | Marcin Strzeliński     | PO   | 24.02.1981 | 1,78 | 9     | 0   |                                   | Jagiellonia II Białystok   |
|                    | Michał Grygoruk        | PO   | 21.06.1985 | 1,79 | 4     | 0   |                                   | Jagiellonia II Białystok   |
|                    | Marcin Kośmicki        | PO   | 29.07.1977 | 1,89 | 25    | 3   | 03(j) z Ceramika Opoczno          | Ceramika Opoczno           |
|                    | Jacek Chańko           | PO   | 25.01.1974 | 1,85 | 27    | 3   | 04(w) z Stomil Olsztyn            | Stomil Olsztyn             |
|                    | Paweł Sobolewski       | PO   | 20.06.1979 | 1,73 | 25    | 2   | 03(j) z Warmia Grajewo            | Warmia Grajewo             |
|                    | Wojciech Kobeszko      | NA   | 2.01.1980  | 1,78 | 28    | 6   |                                   | Ceramika Opoczno           |
|                    | Dzidosław Żuberek      | NA   | 30.09.1973 | 1,85 | 15    | 0   |                                   | ŁKS Łódź                   |
|                    | Tomasz Reginis         | NA   | 16.08.1974 | 1,90 | 30    | 6   | 03(j) z Świt Nowy Dwór Mazowiecki | Świt Nowy Dwór Mazowiecki  |
|                    | bramka samobójcza      |      |            |      |       | 1   |                                   |                            |
| Transfery z klubu: |                        |      |            |      |       |     |                                   |                            |
| Nr                 | Zawodnik               | Poz. | Data ur.   | Wz.  | Mecze | Br. | Transfer z/do                     | Ostatni klub               |
|                    | Dariusz Prokop         | OB   | 18.05.1976 | 1,83 | 0     | 0   | 03(j) do ?                        | (wyp.) KPWP Wasilków       |
|                    | Grzegorz Pieczywek     | NA   | 25.02.1982 | 1,77 | 0     | 0   | 03(j) do ŁKS Łomża                | Jagiellonia II Białystok   |
|                    | Sebastian Świerzbiński | NA   | 25.09.1983 | 1,83 | 0     | 0   | 03(j) do Ruch Wysokie Mazowieckie | Jagiellonia II Białystok   |
|                    | Arkadiusz Chrobot      | PO   | 1.10.1978  | 1,81 | 0     | 0   | 03(j) do Proszowianka Proszowice  | Sandecja Nowy Sącz         |
|                    | Kamil Ulman            | BR   | 21.04.1983 | 1,85 | 1     | 0   | 03(j) do drużyny rezerw           | Jagiellonia II Białystok   |
|                    | Łukasz Tupalski        | PO   | 4.09.1980  | 1,87 | 15    | 0   | 04(w) wyp. do Górnik Łęczna       | Wigry Suwałki              |
|                    | Mariusz Bańkowski      | OB   | 10.03.1980 | 1,92 | 0     | 0   | 04(w) do Ruch Wysokie Mazowieckie | KPWP Wasilków              |
|                    | Tomasz Walukiewicz     | PO   | 10.11.1984 | 1,82 | 0     | 0   | 04(w) do Warmia Grajewo           | MOSP Jagiellonia Białystok |

## Mecze
| Mecze i wyniki | Mecze i wyniki | Mecze i wyniki | Mecze i wyniki | Mecze i wyniki | Mecze i wyniki | Mecze i wyniki | Mecze i wyniki | Poz w lidze. | Poz w lidze. | Poz w lidze. |
| Lp. | Data | Rozgrywki | F. | D/W | Przeciwnik | Wynik | Strzelcy bramek | M.           | P.           | Br.          |
| --- | --- | --- | --- | --- | --- | --- | --- | ------------ | ------------ | ------------ |
| 1 50 | 29.04.2003 Białystok | PP - I run. | 2500 | D | Stasiak Opoczno | 1:0 | Kulig 52' | Awans        | Awans        | Awans        |
| 2 51 | 02.08.2003 Białystok | PP - II run. | 2500 | D | Zagłębie Lubin | 2:1(d) | Dzienis 58', Kobeszko 102' | Awans        | Awans        | Awans        |
| 3 1511 | 09.08.2003 Białystok | II Liga - 1 kol. | 6000 | D | RKS Radomsko | 2:1 | P.Sobolewski 85', Kośmicki 86' | 3            | 3            | 2:1          |
| 4 1512 | 13.08.2003 Gdynia | II Liga - 2 kol. | 2000 | W | Arka Gdynia | 0:0 | | 9            | 4            | 2:1          |
| 5 1513 | 16.08.2003 Białystok | II Liga - 3 kol. | 4000 | D | Zagłębie Lubin | 2:1 | Reginis 20', Chańko 50' | 2            | 7            | 4:2          |
| | 23.08.2003 Białystok | II Liga - 4 kol. | 4000 | D | Błękitni Stargard Sz. | 2:0 | Kulig 5', Żuberek 44' | 1            | 10           | 6:2          |
| 6 1514 | 30.08.2003 Gliwice | II Liga - 5 kol. | 3000 | W | Piast Gliwice | 1:1 | Chańko 30' | 2            | 11           | 7:3          |
| 7 1515 | 03.09.2003 Białystok | II Liga - 6 kol. | 3500 | D | Cracovia | 3:1 | Reginis 6', A.Baran 13'(sam), Kobeszko 66' | 2            | 14           | 10:4         |
| | 07.09.2003 Ostrowiec Św. | II Liga - 7 kol. | 3500 | W | KSZO Ostrowiec Św. | 0:1 | Kobeszko 36' | 1            | 17           | 11:4         |
| 8 1516 | 13.09.2003 Białystok | II Liga - 8 kol. | 4000 | D | Podbeskidzie Bielsko-Biała | 3:1 | Danielewicz 53', Reginis 73', Tyczkowski 90' | 1            | 20           | 14:5         |
| 9 52 | 16.09.2003 Białystok | PP - III run. | 5000 | D | Pogoń Szczecin | 1:0(d) | Tyczkowski 105' | Awans        | Awans        | Awans        |
| 10 1517 | 20.09.2003 Bełchatów | II Liga - 9 kol. | 2500 | W | GKS Bełchatów | 3:2 | Kośmicki 40', Reginis 77' | 1            | 20           | 16:8         |
| 11 1518 | 27.09.2003 Białystok | II Liga - 10 kol. | 4000 | D | Pogoń Szczecin | 1:2 | Tyczkowski 90' | 2            | 20           | 17:10        |
| 12 53 | 30.09.2003 Białystok | PP - 1/4 | 1500 | D | Raków Częstochowa | 3:0 | Kobeszko 10' 37', Żuberek 26' | (I mecz)     | (I mecz)     | (I mecz)     |
| 13 1519 | 04.10.2003 Konin | II Liga - 11 kol. | 1200 | W | Aluminium Konin | 1:0 | | 5            | 20           | 17:11        |
| 14 1520 | 12.10.2003 Białystok | II Liga - 12 kol. | 4000 | D | ŁKS Łódź | 3:1 | Danielewicz 31', P.Sobolewski 51', Speichler 90' | 4            | 23           | 20:12        |
| 15 1521 | 18.10.2003 Gorzyce | II Liga - 13 kol. | 600 | W | Tłoki Gorzyce | 2:0 | | 5            | 23           | 20:14        |
| 16 54 | 21.10.2003 Częstochowa | PP - 1/4 | 2000 | W | Raków Częstochowa | 1:5 | Kobeszko 16' 18' 23', Tyczkowski 42' , Grygoruk 77' | (II mecz)    | (II mecz)    | (II mecz)    |
| 17 1522 | 25.10.2003 Białystok | II Liga - 14 kol. | 2500 | D | Garbarnia-Szczakowianka Jaworzno | 0:2 | | 6            | 23           | 20:16        |
| 18 1523 | 08.11.2003 Wrocław | II Liga - 15 kol. | 200 | W | Polar Wrocław | 2:1 | | 6            | 23           | 21:18        |
| 19 1524 | 15.11.2003 Białystok | II Liga - 16 kol. | 1500 | D | Stasiak Opoczno | 1:0 | Kobeszko 65' | 6            | 26           | 22:18        |
| 20 1525 | 22.11.2003 Chorzów | II Liga - 17 kol. | 2000 | W | Ruch Chorzów | 1:1 | Kulig 68' | 7            | 27           | 23:19        |
| Błękitni Stargard Szcz. i KSZO OStrowiec Św. wycofały się po rundzie jesiennej, ich wyniki anulowano. Jagiellonii odjęto 6 pkt. i (3:0) w bramkach, w rundzie jesiennej wygrała z Błękitnymi 2:0 i KSZO 1:0. | Błękitni Stargard Szcz. i KSZO OStrowiec Św. wycofały się po rundzie jesiennej, ich wyniki anulowano. Jagiellonii odjęto 6 pkt. i (3:0) w bramkach, w rundzie jesiennej wygrała z Błękitnymi 2:0 i KSZO 1:0. | Błękitni Stargard Szcz. i KSZO OStrowiec Św. wycofały się po rundzie jesiennej, ich wyniki anulowano. Jagiellonii odjęto 6 pkt. i (3:0) w bramkach, w rundzie jesiennej wygrała z Błękitnymi 2:0 i KSZO 1:0. | Błękitni Stargard Szcz. i KSZO OStrowiec Św. wycofały się po rundzie jesiennej, ich wyniki anulowano. Jagiellonii odjęto 6 pkt. i (3:0) w bramkach, w rundzie jesiennej wygrała z Błękitnymi 2:0 i KSZO 1:0. | Błękitni Stargard Szcz. i KSZO OStrowiec Św. wycofały się po rundzie jesiennej, ich wyniki anulowano. Jagiellonii odjęto 6 pkt. i (3:0) w bramkach, w rundzie jesiennej wygrała z Błękitnymi 2:0 i KSZO 1:0. | Błękitni Stargard Szcz. i KSZO OStrowiec Św. wycofały się po rundzie jesiennej, ich wyniki anulowano. Jagiellonii odjęto 6 pkt. i (3:0) w bramkach, w rundzie jesiennej wygrała z Błękitnymi 2:0 i KSZO 1:0. | Błękitni Stargard Szcz. i KSZO OStrowiec Św. wycofały się po rundzie jesiennej, ich wyniki anulowano. Jagiellonii odjęto 6 pkt. i (3:0) w bramkach, w rundzie jesiennej wygrała z Błękitnymi 2:0 i KSZO 1:0. | Błękitni Stargard Szcz. i KSZO OStrowiec Św. wycofały się po rundzie jesiennej, ich wyniki anulowano. Jagiellonii odjęto 6 pkt. i (3:0) w bramkach, w rundzie jesiennej wygrała z Błękitnymi 2:0 i KSZO 1:0. | 7            | 21           | 20:19        |
| 21 1526 | 13.03.2004 Radomsko | II Liga - 18 kol. | 3000 | D | RKS Radomsko | 3:0 | | 7            | 21           | 20:22        |
| 22 1527 | 20.03.2004 Białystok | II Liga - 19 kol. | 4000 | D | Arka Gdynia | 2:2 | Kulig 44', Reginis 56 | 8            | 22           | 22:24        |
| 23 1528 | 26.03.2004 Lubin | II Liga - 20 kol. | 3000 | W | Zagłębie Lubin | 1:0 | | 8            | 22           | 22:25        |
| | - | II Liga - 21 kol. | - | D | Błękitni Stargard Sz. | Pauza | | 9            | 22           | 22:25        |
| 24 1529 | 10.04.2004 Białystok | II Liga - 22 kol. | 3000 | D | Piast Gliwice | 2:1 | Łatka 50'(k), Kulig 70' | 8            | 25           | 24:26        |
| 25 55 | 13.04.2004 Białystok | PP - 1/2 | 15000 | D | Legia Warszawa | 0:2 0:3(vo) | | (I mecz)     | (I mecz)     | (I mecz)     |
| 26 1530 | 18.04.2004 Kraków | II Liga - 23 kol. | 6000 | W | Cracovia | 1:0 | | 8            | 25           | 24:27        |
| | - | II Liga - 24 kol. | - | D | KSZO Ostrowiec Św. | Pauza | | 8            | 25           | 24:27        |
| 27 56 | 22.04.2004 Warszawa | PP - 1/2 | 7500 | W | Legia Warszawa | 0:0 | | (II mecz)    | (II mecz)    | (II mecz)    |
| 28 1531 | 29.04.2004 Bielsko-Biała | II Liga - 25 kol. | 3000 | W | Podbeskidzie Bielsko-Biała | 2:0 | | 10           | 25           | 24:29        |
| 29 1532 | 03.05.2004 Białystok | II Liga - 26 kol. | 2000 | D | GKS Bełchatów | 1:3 | Chańko 25' | 10           | 25           | 25:32        |
| 30 1533 | 08.05.2004 Szczecin | II Liga - 27 kol. | 12000 | W | Pogoń Szczecin | 3:1 | Łatka 20' | 10           | 25           | 26:35        |
| 31 1534 | 12.05.2004 Białystok | II Liga - 28 kol. | 1500 | D | Aluminium Konin | 2:0 | Kośmicki 30', Łatka 47'(k) | 9            | 28           | 28:35        |
| 32 1535 | 15.05.2004 Łódź | II Liga - 29 kol. | 2000 | W | ŁKS Łódź | 0:0 | | 10           | 29           | 28:35        |
| 33 1536 | 22.05.2004 Białystok | II Liga - 30 kol. | 1500 | D | Tłoki Gorzyce | 1:1 | Łatka 57'(k) | 10           | 30           | 29:36        |
| 34 1537 | 29.05.2004 Jaworzno | II Liga - 31 kol. | 3000 | W | Garbarnia-Szczakowianka Jaworzno | 4:0 | | 10           | 30           | 29:40        |
| 35 1538 | 02.06.2004 Białystok | II Liga - 32 kol. | 2000 | D | Polar Wrocław | 4:1 | Kobeszko 32' 58' 61', Dzienis 85' | 9            | 33           | 33:41        |
| 36 1539 | 06.06.2004 Ostrowiec Św. | II Liga - 33 kol. | 3000 | W | Stasiak Opoczno | 1:1 | Łatka 21' | 10           | 34           | 34:42        |
| 37 1540 | 11.06.2004 Białystok | II Liga - 34 kol. | 4000 | D | Ruch Chorzów | 1:0 | Kobeszko 48' | 9            | 37           | 35:42        |
| - rozgrywki ligowe, - rozgrywki pucharu polski, - rozgrywki pucharu ligi, - rozgrywki ligi europejskiej, - mecze barażowe lub eliminacyjne, - inne. Liczba meczów w sezonie:1 2 (wszystkie mecze na najwyższym poziomie rozgrywkowym)3 (wszystkie mecze w rozgrywkach ligowych bez baraży) , Puchar Polski: 2 (mecze Pucharu Polski na szczeblu centralnym)3 (wszystkie mecze w Pucharze Polski) | | | | | | | |              |              |              |

## Mecze towarzyskie
- 13-22 lipca 2003 zgrupowanie w Dębicy.
- W styczniu 2004 zgrupowanie w Rajgrodzie oraz od 22-28 lutego w Zielonej Górze.

| Lp. | Data, Kraj, Miasto       | Mecze   | F.   | D/W | Przeciwnik                    | Wynik | Strzelcy bramek                           |
| --- | ------------------------ | ------- | ---- | --- | ----------------------------- | ----- | ----------------------------------------- |
| 1   | 13.07.2003 Biała Podl.   | sparing | -    | N   | Zagłębie Sosnowiec (3 p.)     | 1:2   | Tyczkowski 70'                            |
| 2   | 15.07.2003 Dębica        | sparing | -    | W   | Pogoń Szczecin (2 p.)         | 1:0   | (sam.)                                    |
| 3   | 18.07.2003 Dębica        | sparing | -    | W   | Górnik Łęczna (1 p.)          | 1:1   | Reginis 11'                               |
| 4   | 19.07.2003 Dębica        | sparing | -    | W   | Igloopol Dębica (4 p.)        | 1:2   | Kobeszko 11' Sobolewski 45'               |
| 5   | 22.07.2003 Dębica        | sparing | -    | W   | Odra Wodzisław Śl. (1 p.)     | 1:1   | Kobeszko 65'                              |
| 6   | 25.07.2003 Białystok     | sparing | -    | D   | Okęcie Warszawa (3 p.)        | 3:0   | Wołczyk 28' Speichler 44' Żuberek 90'(k)  |
| 7   | 25.01.2004 Suwałki       | sparing | 100  | W   | Wigry Suwałki (4 p.)          | 0:1   | Reginis 77'                               |
| 8   | 31.01.2004 Białystok     | sparing | 500  | D   | Drwęca Nowe Miasto L. (3 p.)  | 1:1   | Danielewicz 84'                           |
| 9   | 31.01.2004 Juchnowiec    | sparing | 100  | N   | Warmia Grajewo (3 p.)         | 1:0   | Tyczkowski 61'                            |
| 10  | 10.02.2004 Wilno         | sparing | -    | W   | Žalgiris Wilno (1 p.)         | 1:1   | Sobolewski 77'                            |
| 11  | 11.02.2004 Wilno         | sparing | -    | W   | Žalgiris Wilno (1 p.)         | 0:3   | Reginis 60' Sobolewski 79' Warakomski 87' |
| 12  | 14.02.2004 Płock         | sparing | -    | W   | Wisła Płock (1 p.)            | 3:0   |                                           |
| 13  | 21.02.2004 Białystok     | sparing | -    | D   | Mlekovita Wysokie Maz. (3 p.) | 3:1   | Sobolewski 33' Wołczyk 69' Chańko 79'     |
| 14  | 24.02.2004 Jelenia Góra  | sparing | -    | W   | Polar Wrocław (2 p.)          | 2:3   | Dzienis 4' Łatka 6'3 70'k                 |
| 15  | 26.02.2004 Jelenia Góra  | sparing | -    | W   | Torpedo Mińsk (1 p.)          | 2:1   | Kobeszko 67'                              |
| 16  | 27.02.2004 Jelenia Góra  | sparing | -    | W   | Promień Żary (3 p.)           | 1:3   | Chańko 9'k Łatka 59' Kobeszko 59'         |
| 17  | 6.03.2004 Nowy Dwór Maz. | sparing | 2000 | W   | Świt Nowy Dwór Maz. (1 p.)    | 2:1   | Kobeszko 84'                              |

(p.) - poziom rozgrywkowy